# Don Diego (Guanajuato)
Don Diego es una localidad del estado mexicano de Guanajuato. Es parte del municipio de Comonfort.

## Demografía
| Gráfica de evolución demográfica |
|                                  |

| Censo | Población |
| ----- | --------- |
| 1910  | 293       |
| 1921  | 193       |
| 1930  | 207       |
| 1940  | 122       |
| 1950  | 169       |
| 1960  | 184       |
| 1970  | 287       |
| 1980  | —         |
| 1990  | 587       |
| 2000  | 745       |
| 2010  | 1 040     |
| 2020  | 1 136     |